# Mausolo
Mausolo (in greco Μαύσωλος?; anche Maussollo, Mausolus; ... – 353 a.C.) è stato un politico e sovrano greco antico, satrapo di Caria dal 377 a.C. alla sua morte.
Mausolo era il figlio più anziano di Ecatomno di Milasa, un cario divenuto satrapo di Caria alla morte del persiano Tissaferne, attorno al 395.

## Biografia
Mausolo era figlio di Ecatomno, un aristocratico che ottenne la satrapia di Caria da Artaserse II nel 392 a.C.. Sebbene Ecatomno avesse preso in considerazione la possibilità di una rivolta, era sempre rimasto fedele al re persiano, quindi non c'era motivo di negare al figlio il diritto di succedergli. Si sa molto poco della giovinezza di Mausolo, ma è abbastanza certo che conoscesse il re spartano Agesilao II. Eudosso di Cnido rimase con Mausolo fino al 370 a.C., prima di tornare ad Atene come discepolo o assistente di Platone all'Accademia.
Quando Mausolo divenne satrapo nel 377 a.C., l'Impero achemenide era coinvolto in due gravi conflitti. Da un lato, l'Egitto era diventato indipendente e Artaserse lo rivoleva. D'altra parte, la tribù dei Cadusi rappresentava un pericolo minaccioso a nord. Questo diede una certa libertà ai satrapi dell'Asia Minore e alcune città greche temevano che il nuovo satrapo di Caria volesse allargare il suo dominio verso ovest.

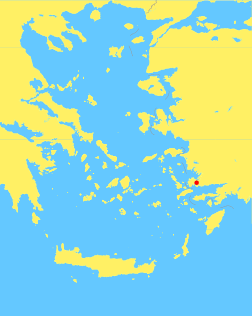
Localizzazione di Alicarnasso (odierna Bodrum, in Turchia).

Mausolo trasferì la corte da Milasa ad Alicarnasso tra il 370 e il 365 a.C.. La città fu fortificata con forti mura e la popolazione aumentò. Gli edifici più famosi erano la tomba che il satrapo fece costruire vicino al mercato e che è nota come mausoleo (riconosciuta come una delle sette meraviglie del mondo, tanto che il termine viene usato oggi per le grandi tombe) e il maestoso anfiteatro di Alicarnasso.

### La rivolta dei satrapi
Nel 367 a.C., Ariobarzane, satrapo della Frigia Ellespontica, si ribellò, dando inizio alla rivolta contro Artaserse II (362), conquistando buona parte della Licia, Ionia e molte isole greche; durante la rivolta Ariobarzane cooperò con i rodiesi e i loro alleati nella guerra sociale contro Atene. 
Contro di lui fu inviato un esercito persiano guidato da Mausolo e Autofradate di Lidia. Il ribelle si trovò isolato e assediato, ma quando Agesilao irruppe in Asia Minore alla testa di un esercito mercenario per sostenere Ariobarzane, accadde qualcosa di molto strano: Mausolo elargì denaro e doni allo spartano ed egli abbandonò l'assedio. È possibile che Mausolo volesse evitare l'ingresso di Agesilao in Caria o risparmiarsi la possibilità di assoldare mercenari in futuro.
Qualunque sia la ragione, la verità è che Mausolo si unì a quella alla rivolta, che nonostante tutto non arrivò mai a minacciare seriamente la stabilità dell'impero. A un certo punto, oltre ad Ariobarzane e Mausolo, si unirono alla ribellione Datame di Cappadocia, Oronte I d'Armenia e lo stesso Autofradate, che ricevette anche il sostegno dei faraoni Nectanebo I, Teos e Nectanebo II.
Poco dopo il 360 a.C. l'ordine fu ristabilito e quando Artaserse III succedette al padre nella primavera del 358 a.C., non aveva già nulla da temere dai satrapi. Egli scelse di ignorare il comportamento di Mausolo, che si era abilmente organizzato per essere tra gli ultimi a unirsi alla ribellione (conquistando parti della Lidia, della Ionia e delle isole vicine) e tra i primi a cambiare schieramento tradendo i suoi alleati (per cui fu ricompensato con l'annessione di parte della Licia). Pur dovendo accettare la presenza di una guarnigione persiana ad Alicarnasso, Mausolo si comportò più o meno come un governatore indipendente, motivo per cui in alcune fonti viene chiamato re. In realtà, si comportò come se avesse firmato trattati con città come Cnosso e nominando i Cari a cariche che fino ad allora erano state ricoperte dai Persiani.

### Politica estera
Nel 357 a.C. Mausolo aiutò gli alleati di Atene, che erano in rivolta contro di lei, in quella che è stata chiamata la Guerra Sociale. Dopo che Atene fu sconfitta a Embata in un'imponente e decisiva battaglia navale, alcuni dei suoi alleati, Chio, Coo, Bisanzio e Rodi, passarono sotto il diretto controllo di Mausolo. Non si sa perché Mausolo li avesse aiutati, ma forse gli era stato ordinato da Artaserse III di far rivoltare i Greci. Ciò diede al re persiano l'opportunità di attaccare l'Egitto, ma la spedizione si concluse con un disastro.
Il risultato fu che Mausolo era satrapo della Caria, ma allo stesso tempo un sovrano indipendente, che controllava alcune città greche e alcune isole. Le città greche godevano di vari gradi di autonomia, ma erano regolarmente visitate da ispettori. Questo modello, sviluppato dai Persiani ("occhio del re") e utilizzato anche dagli Ateniesi (episkopos), fu copiato da alcuni governanti.
Un'iscrizione scoperta a Milasa (Philipp August Böckh, Inscr. gr. II. 2691 c.) dà i dettagli della punizione inferta ad alcuni cospiratori che attentarono alla sua vita nel tempio di Labranda nel 353 a.C..

## Memoria

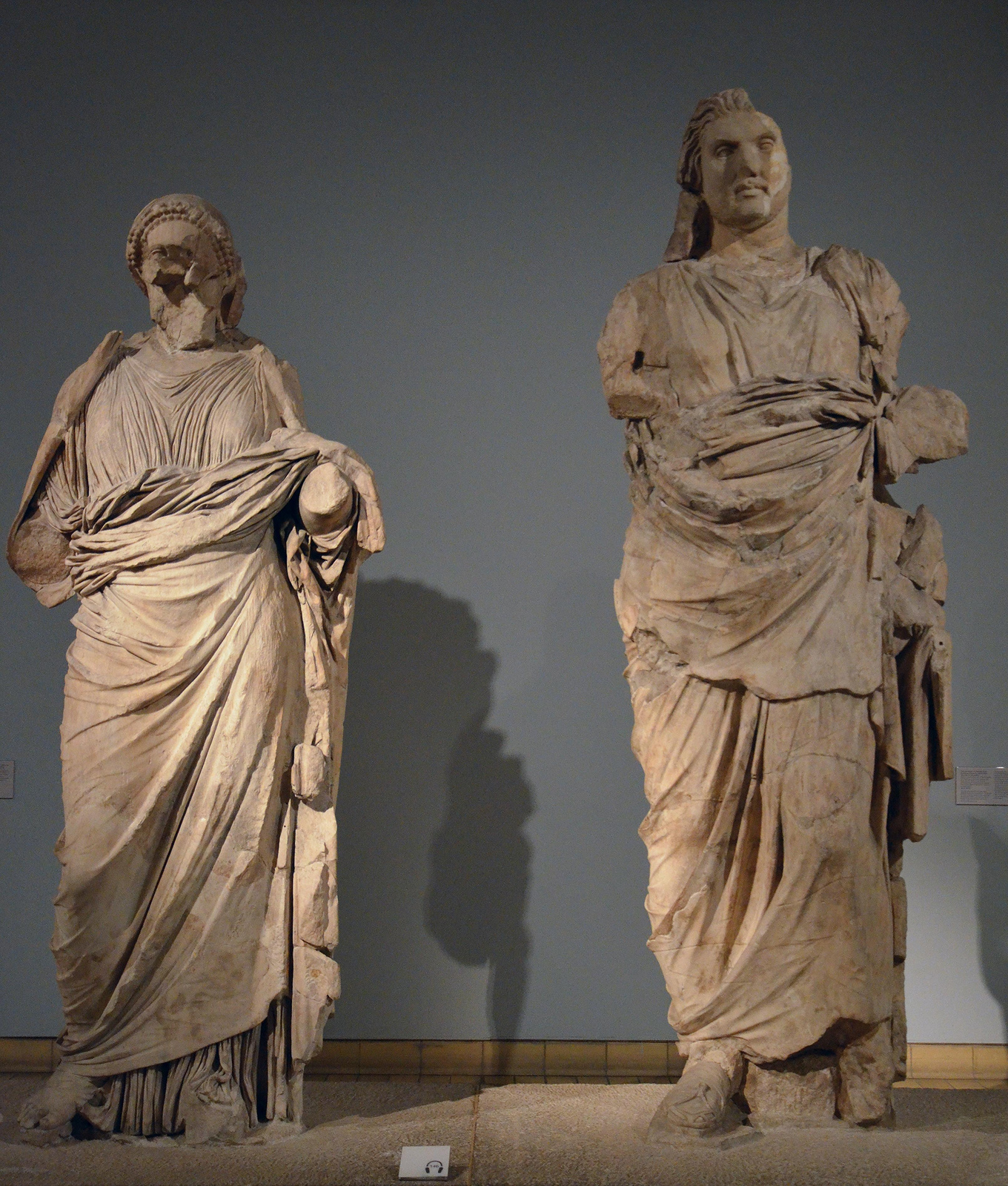
Le statue rinvenute ad Alicarnasso e tradizionalmente ritenute Mausolo e Artemisia, oggi al British Museum.

Fu reso celebre dalla tomba monumentale fatta erigere dalla sorella e moglie Artemisia, il Mausoleo di Alicarnasso, che fu considerata una delle sette meraviglie del mondo, a cui lavorarono gli architetti Satiro e Pitide e gli scultori Scopas, Leocare, Briasside e Timoteo; l'opera fu terminata dopo la morte di Artemisia. Pochi resti di questa struttura sono ancora visibili nella città turca di Bodrum.
Il termine di mausoleo è divenuto tipico per indicare una tomba monumentale.